# Brandon Triche
Brandon Stephan Triche (Jamesville, 21 febbraio 1991) è un cestista statunitense.

## Carriera

### High school
È stato per quattro anni alla Jamesville-DeWitt High School ed è stato co-Mr. New York Basketball nel 2009 insieme a Lance Stephenson. Nella sua stagione da senior ha giocato insieme alla matricola DaJuan Coleman.

### College
Ha giocato alla Syracuse University per quattro anni ed è stato l'unico giocatore a vincere 120 partite alla Syracuse University.

## Statistiche

### College
| Stagione        | Squadra         | Competizione    | Partite | Partite | Partite | Statistiche tiro | Statistiche tiro | Statistiche tiro | Altre statistiche | Altre statistiche | Altre statistiche | Altre statistiche | Altre statistiche |
| Stagione        | Squadra         | Competizione    | Pres.   | Titol.  | Minuti  | Tiri da 2        | Tiri da 3        | Liberi           | Rimb.             | Assist            | Rubate            | Stopp.            | Punti             |
| --------------- | --------------- | --------------- | ------- | ------- | ------- | ---------------- | ---------------- | ---------------- | ----------------- | ----------------- | ----------------- | ----------------- | ----------------- |
| 2009-2010       | Syracuse Orange | ACC             | 35      | 35      | 747     | 68/120           | 32/80            | 52/82            | 63                | 99                | 30                | 2                 | 284               |
| 2010-2011       | Syracuse Orange | ACC             | 35      | 35      | 1009    | 80/160           | 50/150           | 80/95            | 94                | 100               | 28                | 3                 | 390               |
| 2011-2012       | Syracuse Orange | ACC             | 37      | 37      | 834     | 79/167           | 42/120           | 62/80            | 91                | 95                | 37                | 4                 | 346               |
| 2012-2013       | Syracuse Orange | ACC             | 40      | 40      | 1351    | 136/275          | 49/170           | 125/168          | 137               | 144               | 50                | 5                 | 544               |
| Totale carriera | Totale carriera | Totale carriera | 147     | 147     | 3941    | 363/722          | 173/520          | 319/425          | 385               | 438               | 145               | 14                | 1564              |

### Serie A
| Stagione        | Squadra                 | Competizione    | Partite | Partite | Partite | Statistiche tiro | Statistiche tiro | Statistiche tiro | Altre statistiche | Altre statistiche | Altre statistiche | Altre statistiche | Altre statistiche |
| Stagione        | Squadra                 | Competizione    | Pres.   | Titol.  | Minuti  | Tiri da 2        | Tiri da 3        | Liberi           | Rimb.             | Assist            | Rubate            | Stopp.            | Punti             |
| --------------- | ----------------------- | --------------- | ------- | ------- | ------- | ---------------- | ---------------- | ---------------- | ----------------- | ----------------- | ----------------- | ----------------- | ----------------- |
| 2013-2014       | Dolomiti Energia Trento | DNA Gold        | 43      | 43      | 1375    | 194/407          | 74/182           | 141/182          | 150               | 130               | 56                | 7                 | 751               |
| 2014-2015       | Acea Virtus Roma        | Serie A         | 19      | 19      | 468     | 37/93            | 17/58            | 23/29            | 51                | 56                | 18                | 2                 | 148               |
| Totale carriera | Totale carriera         | Totale carriera | 62      | 62      | 1843    | 231/500          | 91/240           | 164/211          | 201               | 186               | 74                | 9                 | 899               |

### Eurocup
| Stagione        | Squadra          | Competizione    | Partite | Partite | Partite | Statistiche tiro | Statistiche tiro | Statistiche tiro | Altre statistiche | Altre statistiche | Altre statistiche | Altre statistiche | Altre statistiche |
| Stagione        | Squadra          | Competizione    | Pres.   | Titol.  | Minuti  | Tiri da 2        | Tiri da 3        | Liberi           | Rimb.             | Assist            | Rubate            | Stopp.            | Punti             |
| --------------- | ---------------- | --------------- | ------- | ------- | ------- | ---------------- | ---------------- | ---------------- | ----------------- | ----------------- | ----------------- | ----------------- | ----------------- |
| 2014-2015       | Acea Virtus Roma | Eurocup         | 15      | 10      | 401     | 47/87            | 22/57            | 26/34            | 41                | 54                | 19                | 0                 | 186               |
| Totale carriera | Totale carriera  | Totale carriera | 15      | 10      | 401     | 47/87            | 22/57            | 26/34            | 41                | 54                | 19                | 0                 | 186               |

## Palmarès
- UAE Basketball League: 3

Shabab Al-Ahli: 2021, 2022, 2023